# Центр мусульманско-еврейского взаимодействия
Центр мусульманско-еврейского взаимодействия (англ. Center for Muslim-Jewish Engagement, CMJE) — это неправительственная межрелигиозная организация. 
Заявленная миссия центра — способствовать диалогу, пониманию и партнерству среди старейших и новейших авраамических религий, создавая современное понимание в этой области и способствуя межрелигиозному партнёрству на местном, национальном и международном уровнях.  
Создание Центра мусульманско-еврейского взаимодействия стало возможным благодаря финансовой помощи Фонда праведников (англ. Righteous Persons Foundation) и сотрудничеству между Еврейским юнион-колледжем и Еврейским институтом религии, Фондом Омара ибн Аль-Хаттаба (англ. Omar Ibn Al Khattab Foundation) и Центром религиозной и светской культуры при Колледже литературы, искусств и наук Университета Южной Калифорнии.  

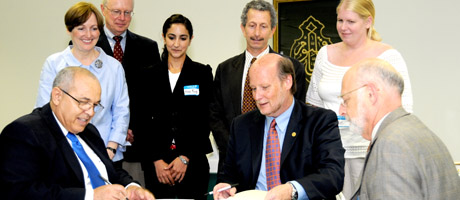
Основание Центра мусульманско-еврейского взаимодействия

Центр был создан по инициативе президента университета Стивена Сэмпла. Подготовка проекта началась в партнерстве четырех организаций в 2002 году. С 2005 года партнёры провели две международных конференции, организовали встречи исламских богословов с университетскими учеными.  
Официально центр был создан в 2008 году и закрылся в январе 2012 года. 

## Внешние ссылки
- Официальное заявление после закрытия
- cmje.org — официальный сайт Центр мусульманско-еврейского взаимодействия